# 2009年の韓国シリーズ
2009年の韓国シリーズは、公式戦1位の起亜タイガースとプレーオフ勝者の2位SKワイバーンズ間で10月16日から10月24日まで開催され、起亜がSKと第7戦まで戦った末、ヘテ時代以来12年ぶりとなる通算10回目の優勝を果たした。第7戦で9回裏に優勝を決めるサヨナラ本塁打を放った起亜の羅志完が韓国シリーズMVPを受賞した。

## 準プレーオフ
2009年の準プレーオフでは、2008年の韓国シリーズ準優勝の斗山ベアーズと2008年に続き、2年連続ポストシーズン進出に成功したロッテ・ジャイアンツが対戦、5戦3先勝制の勝負を繰り広げた。斗山先発のクリス・ニコースキーが肩の負傷で早期降板してロッテが第1戦で先勝したが、その後の3試合で斗山が前半の大量得点と相手の相次ぐミスを上手く生かし、圧勝した。準プレーオフMVPは、第3戦で満塁本塁打を放った斗山の金東柱が獲得。また、斗山は今まで準プレーオフ第1戦に先勝のチームが全てプレーオフに進出するジンクスを破る初のチームとなった。一方、ロッテの主将、趙晟桓は、2009年準プレーオフ直前に行われたメディアデーで「2008年準プレーオフで高い授業料をすべて支払った」と言ったが、またしても相次いだミスを犯して自滅してしまった。

## プレーオフ
2009年のプレーオフでは、2007年と2008年の韓国シリーズを制覇しているSKワイバーンズと準プレーオフ勝者である斗山ベアーズが韓国シリーズ進出をかけて争った。公式戦2位チームのSKワイバーンズが準プレーオフ勝利チーム斗山ベアーズを相手に2連敗の後、3連勝で下して韓国シリーズに進出した。プレーオフMVPは5試合21打数10安打で、3本塁打8打点を記録したSKの朴正権が記者団投票で圧倒的な得票を獲得し、選ばれた。
| ステージ     | 勝利チーム                  | 成績   | 星取表 | 敗戦チーム                        |
| ------------ | --------------------------- | ------ | ------ | --------------------------------- |
| 準プレーオフ | 斗山ベアーズ（公式戦3位）   | 3勝1敗 | ●○○○   | ロッテ・ジャイアンツ（公式戦4位） |
| プレーオフ   | SKワイバーンズ（公式戦2位） | 3勝2敗 | ●●○○○  | 斗山ベアーズ（公式戦3位）         |

## 韓国シリーズ

### 第1戦 10月16日・光州無等野球場
第1戦は起亜はアキリーノ・ロペスが、SKは門倉健が先発登板。起亜は2-1とリードされて迎えた6回裏に二死満塁から李鍾範が左中間へ2点適時打を放ち、逆転に成功。しかし、SKも7回表に鄭相昊が中越えソロ本塁打（飛距離125m）を記録し、同点となった。8回裏に李鍾範が再び適時打を放って勝ち越し。更に起亜はこの回にもう1点を追加した。門倉は5回を投げて1失点・7奪三振と好投したが、勝利投手になることが出来なかった。
|                | 1 | 2 | 3 | 4 | 5 | 6 | 7 | 8 | 9 | R | H | E |
| -------------- | - | - | - | - | - | - | - | - | - | - | - | - |
| SKワイバーンズ | 0 | 0 | 1 | 1 | 0 | 0 | 1 | 0 | 0 | 3 | 6 | 0 |
| 起亜タイガース | 0 | 0 | 0 | 1 | 0 | 2 | 0 | 2 | - | 5 | 6 | 2 |

1. 勝利：ロペス（1勝）
2. セーブ：劉東勳（1S）
3. 敗戦：李承浩（1敗）
4. 本塁打
SK：鄭相昊1号ソロ（7回、ロペス）

### 第2戦 10月17日・光州無等野球場
起亜の先発尹錫珉が7回を無失点に抑える好投を見せた。SKは10安打を放ちながら打点が繋がらず、9回に鄭相昊のシリーズ2号本塁打で1点を返したのみ。
|                | 1 | 2 | 3 | 4 | 5 | 6 | 7 | 8 | 9 | R | H  | E |
| -------------- | - | - | - | - | - | - | - | - | - | - | -- | - |
| SKワイバーンズ | 0 | 0 | 0 | 0 | 0 | 0 | 0 | 0 | 1 | 1 | 10 | 0 |
| 起亜タイガース | 0 | 0 | 0 | 1 | 0 | 1 | 0 | 0 | - | 2 | 5  | 0 |

1. 勝利：尹錫珉（1勝）
2. セーブ：劉東勳（2S）
3. 敗戦：宋恩範（1敗）
4. 本塁打
SK：鄭相昊2号ソロ（9回、劉東勳）

### 第3戦 10月19日・文鶴野球場
SKは2-0と2点リードして迎えた3回裏に朴正権が左翼越えの2点本塁打（飛距離105m）を記録し、レギュラーシーズンでチーム2位の13勝を挙げた起亜の先発リック・ガトームソンをマウンドから下ろした。SKは5回裏にも連続押し出し四球などで計4点を追加。起亜は7回表に暴投で1点を返し、8回表に金相賢が左中間越えの3点本塁打（飛距離125m）を決め、8-4と4点差に縮めた。SKは8回裏の攻撃で、レギュラーシーズンで本塁打0だった趙東和による右翼越えのソロ本塁打（飛距離110m）含め3点を取り、再び突き放した。また、この試合では2回裏に雨が降って試合が8分間中断された。4回裏にもSKの鄭根宇と起亜の投手徐在応が口論をしたためにしばらくプレーが中断された。
|                | 1 | 2 | 3 | 4 | 5 | 6 | 7 | 8 | 9 | R  | H  | E |
| -------------- | - | - | - | - | - | - | - | - | - | -- | -- | - |
| 起亜タイガース | 0 | 0 | 0 | 0 | 0 | 0 | 1 | 3 | 2 | 6  | 7  | 0 |
| SKワイバーンズ | 1 | 1 | 2 | 0 | 4 | 0 | 0 | 3 | - | 11 | 12 | 1 |

1. 勝利：李承浩（1勝1敗）
2. 敗戦：リック・ガトームソン（1敗）
3. 本塁打
SK：金相賢1号3ラン（8回、高孝準）
起亜：朴正権1号2ラン（3回、ガトームソン）、趙東和1号ソロ（8回、孫詠敏）

### 第4戦 10月20日・文鶴野球場
SKは2回裏二死一塁から朴栽弘が左翼越えの2点本塁打（飛距離115m）を放ち、2-0とリードした。5回裏にも羅州煥が右中間へ適時二塁打を放ち、1点を追加した。
起亜は6回裏、先頭打者李賢坤が右翼越えのソロ本塁打（飛距離105m）を決めて1点を返した。起亜は8回裏に抑え投手の劉東勳を投入し、勝利への執念を見せたが、8回裏2死走者満塁の状況では趙東和に内野安打を許し、1点を失った。起亜は9回に2点を取ったが敗戦。SKの蔡秉龍は肘の手術を控えていたが、5回・1失点5奪三振と好投してチームの勝利に貢献した。一方、起亜は5回表まで併殺打を三個も記録して好機を潰したのが痛かった。
|                | 1 | 2 | 3 | 4 | 5 | 6 | 7 | 8 | 9 | R | H | E |
| -------------- | - | - | - | - | - | - | - | - | - | - | - | - |
| 起亜タイガース | 0 | 0 | 0 | 0 | 0 | 1 | 0 | 0 | 2 | 3 | 9 | 0 |
| SKワイバーンズ | 0 | 2 | 0 | 0 | 1 | 0 | 0 | 1 | - | 4 | 7 | 1 |

1. 勝利：蔡秉龍（1勝）
2. セーブ：尹吉鉉（1S）
3. 敗戦：梁玹種（1敗）
4. 本塁打
SK：李賢坤1号ソロ（6回、蔡秉龍）
起亜：朴栽弘1号2ラン（2回、梁玹種）

### 第5戦 10月22日・蚕室野球場
第5戦の両チーム先発投手は第1戦と同じく起亜がロペス、SKは門倉が登板。起亜は3回裏の一死一塁三塁から李容圭によるスクイズで先制点を挙げた。6回裏にも羅州煥の適時失策で1点を加えて逃げ切った。ロペスは9回を投げて4安打・3四死球を許したが、完封勝利を収めた。一方、この日の試合でSKの金星根監督は韓国シリーズ史上初の監督退場を受けた。6回裏に羅州煥の失策で追加点を挙げた時、金相賢が守備妨害をしたと強く抗議し、選手達をダッグアウトに撤収させたため、規則委員会の決まりに基づいて審判から退場命令を受けた。SKの選手がグラウンドに復帰して10分余りが過ぎた後、ようやく再開された。
|                | 1 | 2 | 3 | 4 | 5 | 6 | 7 | 8 | 9 | R | H | E |
| -------------- | - | - | - | - | - | - | - | - | - | - | - | - |
| SKワイバーンズ | 0 | 0 | 0 | 0 | 0 | 0 | 0 | 0 | 0 | 0 | 4 | 2 |
| 起亜タイガース | 0 | 0 | 1 | 0 | 0 | 2 | 0 | 0 | - | 3 | 7 | 1 |

1. 勝利：ロペス（2勝）
2. 敗戦：門倉（1敗）

### 第6戦 10月23日・蚕室野球場
2回裏にレギュラーシーズンとポストシーズンを通して不振でまだシリーズで安打がなかった李昊俊が左翼越えのソロ本塁打（飛距離110m）を放ち先制。3回と4回にも1点ずつ追加した。起亜は8回二死満塁から崔煕渉が中堅前へ2点適時打を放ち3-2まで追撃したが、これ以上の反撃は出来なかった。起亜は1回表に李容圭が二塁への盗塁に成功した後、三塁への盗塁を無理にしようとしてアウトになり、4回表には金相賢が右翼越えの打球を放ったが、ファウルボールと判定され、本塁打として認められないなど、不運も続いた。3回裏途中にSK応援席で卵が投げられ、4回表には起亜の二塁走者の羅志完がサインを盗み見たという誤解を受けて不穏な空気が形成され、試合が中断される場面もあった。
|                | 1 | 2 | 3 | 4 | 5 | 6 | 7 | 8 | 9 | R | H  | E |
| -------------- | - | - | - | - | - | - | - | - | - | - | -- | - |
| 起亜タイガース | 0 | 0 | 0 | 0 | 0 | 0 | 0 | 2 | 0 | 2 | 9  | 0 |
| SKワイバーンズ | 0 | 1 | 1 | 1 | 0 | 0 | 0 | 0 | - | 3 | 11 | 0 |

1. 勝利：宋恩範（1勝1敗）
2. セーブ：蔡秉龍（1S）
3. 敗戦：尹錫珉（1勝1敗）
4. 本塁打
起亜：李昊俊1号ソロ（2回、尹錫珉）

### 第7戦 10月24日・蚕室野球場
両チームは総力戦を繰り広げることになり、3回まで張りつめた投手戦を展開した。
SKは4回表に朴正権が左翼越えの2点本塁打（飛距離105m）を放った。起亜の先発ガトームソンは動揺し、次の打者に安打を許した後に降板した。6回表までに1-5とSKが4点のリードに広げた。しかし、起亜の反撃は6回裏から始まった。羅志完が中越えの2点本塁打（飛距離130m）を炸裂させて3-5まで迫り、7回裏に安致弘が中越えのソロ本塁打（飛距離130m）を炸裂させた。その後に一死一塁二塁から金元燮が右中間二塁打を放ち、同点に追いついた。起亜は8回と9回に好機を迎えたが、どちらも得点することが出来なかった。勝負は9回裏に決着が出た。羅志完が李承浩から左翼越えのサヨナラ本塁打（飛距離125m）を放ち、歴代10回目の優勝を果たした。韓国シリーズMVPは、61表中41票を得た羅志完が選ばれた。起亜はこれで韓国シリーズ不敗神話も継続することになった。また、1〜7戦で全てホームチームが勝利した。
|                | 1 | 2 | 3 | 4 | 5 | 6 | 7 | 8 | 9  | R | H  | E |
| -------------- | - | - | - | - | - | - | - | - | -- | - | -- | - |
| SKワイバーンズ | 0 | 0 | 0 | 2 | 1 | 2 | 0 | 0 | 0  | 5 | 10 | 0 |
| 起亜タイガース | 0 | 0 | 0 | 0 | 1 | 2 | 2 | 0 | 1x | 6 | 8  | 0 |

1. 勝利：劉東勳（1勝2S）
2. 敗戦：蔡秉龍（1敗1S）
3. 本塁打
SK：朴正権2号2ラン（4回、ガトームソン）
起亜：羅志完1号2ラン（6回、李承浩）、安致弘ソロ（7回、門倉）、羅志完2号ソロ（9回、蔡秉龍）

- 起亜タイガースが4勝3敗で韓国シリーズ優勝。